# Qatar ExxonMobil Open 2019
Qatar ExxonMobil Open 2019 — тенісний турнір, що проходив на кортах з твердим покриттям у місті Доха, Катар з 31 грудня 2018 року. Належав до категорії ATP Tour 250.

## Фінальна частина

### Одиночний розряд
Роберто Баутіста Аґут —  Томаш Бердих 6–4, 3–6, 6–3

### Парний розряд
Давід Ґоффен /  П'єр-Юг Ербер —  Робін Гаасе /  Матве Мідделкоп 5–7, 6–4, [10–4]